# Bosque de frondosas del Ponto Euxino y la Cólquide
El bosque de frondosas del Ponto Euxino y la Cólquide es una ecorregión de la ecozona paleártica, definida por WWF, que se extiende por la costa meridional del mar Negro.

## Descripción
Es una ecorregión de bosque templado de frondosas que ocupa 74.400 kilómetros cuadrados desde el extremo sureste de Bulgaria, por toda la costa norte de Turquía, hasta el oeste de Georgia.
La ecorregión se divide en dos subregiones: el bosque mixto de la Cólquide, en el este, es más húmedo, con unas precipitaciones que varían entre 1.500 y 2.500 mm anuales; el bosque del Ponto Euxino, al oeste del río Melet, es más seco, y no recibe más de entre 1.000 y 1.500 mm anuales.

## Flora
Entre los árboles presentes destacan el aliso común (Alnus glutinosa), el carpe (Carpinus spp.), el haya oriental (Fagus orientalis), el castaño europeo (Castanea sativa), el abeto del Cáucaso (Abies nordmanniana), la pícea oriental (Picea orientalis) y el pino albar (Pinus sylvestris).

## Estado de conservación
En peligro crítico. Las principales amenazas para la fauna y la flora son la tala de los bosques, la caza furtiva y la transformación de las zonas húmedas en terrenos de cultivo. Se conserva muy poco de los bosques originales de la región.